# Egon Itta
Egon Itta (* 4. Juli 1890 in Meßkirch; † 21. September 1971 in Ettlingen) war ein deutscher Maler. Er gilt als ein wesentlicher Vertreter der Kunstrichtung Neue Sachlichkeit.

## Lebenslauf
Itta war Sohn des Bahnhofsvorstehers Karl Itta und dessen Frau Rosa, geb. Speckert aus Ettlingen. Schon als Kind zählten zu seinen Lieblingsbeschäftigungen das Beobachten der ein- und ausfahrenden Züge im Meßkircher Bahnhof und das Malen. Sein kindlicher Berufswunsch war entweder Lokomotivführer oder Maler zu werden.
1896 siedelte die Familie nach Karlsruhe über. Der auf bürgerliche Existenzsicherung bedachte Vater ließ den Sechzehnjährigen vom Helmholtz-Gymnasium zunächst auf das Lehrerseminar II überwechseln, ehe er dem Wechselwunsch seines Sohnes entsprach und diesem 1907 den Zugang in die Zeichenklasse der Kunstakademie Karlsruhe ermöglichte, wo er zeitweise jüngster Student war.
Im Laufe seines Studiums wurde er Schüler von Ludwig Schmid-Reutte und Walter Georgi und war drei Jahre Meisterschüler von Caspar Ritter. Studienreisen in dieser Zeit führten ihn nach Italien und Frankreich. Eine geplante Studienreise nach Nordafrika kam wegen des Kriegsbeginns 1914 nicht mehr zustande.
Belegt ist zudem, dass Egon Itta ein leistungsstarker Fußballspieler war, der sich vor dem Ersten Weltkrieg als Linksaußen für den damaligen deutschen Spitzenclub Phönix Karlsruhe einen Namen machte.
Zusammen mit seinen Studienfreunden Rudolf Schlichter, Zabotin und Müller-Hufschmid gehörte Itta in diesen Jahren zur Avantgarde der badischen Kunstszene. 1919 war er an der Gründung der Künstler-Gruppe „Rih“ in Karlsruhe beteiligt, die sich antibürgerlich und provokant gab und in der u. a. Walter Becker, Oskar Fischer, Rudolf Schlichter, Georg Scholz, Eugen Segewitz und Wladimir Zabotin wirkten. Der Kunstkritiker Curt Amend nannte ihn 1919 den „konsequentesten Jünger der neuen Kunst“ unter den Künstlern der Gruppe Rih.
1919 reiste Itta nach Lettland und hielt sich in den Folgejahren eine Zeitlang in Berlin sowie längere Zeit in Norditalien auf. Später wanderte er nach Uruguay aus, kehrte jedoch 1930 wieder zurück nach Karlsruhe. 1930 gründete er dort sein eigenes Atelier.
Als Ittas Wohnung und Atelier in der Winterstraße in Karlsruhe im Jahre 1944 durch Bomben vernichtet wurden, verlor der Maler nahezu alle seine Werke. Weitere Bilder wurden 1946 durch ein Feuer zerstört. Im gleichen Jahr zog er zur Mutter nach Ettlingen und heiratete Alic von Szatkowski. Das Ehepaar unternahm mehrere Studienreisen nach Italien.
Nach dem Zweiten Weltkrieg lehnte er das Angebot einer Professur an der Kunstakademie Karlsruhe ab, da er unabhängig von institutionellen Bedingungen künstlerisch tätig bleiben wollte. Itta galt als Nonkonformist, der keine Bildaufträge annahm, wenn sie ihn künstlerisch nicht interessierten, auch wenn er damit auf Einnahmen verzichtete.
In den letzten fünf Jahren seines Lebens machte dem Maler ein schweres Augenleiden für ihn die Arbeit an der Staffelei nahezu unmöglich.

## Künstlerisches Werk
Ittas künstlerisches Werk in den 1920er Jahren lässt sich der Neuen Sachlichkeit zuordnen. Wohl unter dem Druck der politischen und wirtschaftlichen Verhältnisse kehrte er in den späteren 1920er Jahren zu einer eher traditionellen, realistischen Landschaftsmalerei, Blumen- und Figurenmalerei zurück.
Als Motive wählte er zumeist Ansichten der oberrheinischen Landschaft, vom Schwarzwald oder von Italien. Dabei probierte er verschiedene Techniken und Möglichkeiten des Ausdrucks aus. In Ittas Ettlinger Zeit entstanden zahlreiche Ölbilder, Aquarelle, aber auch Zeichnungen mit Bleistift, Kohle oder Pastellkreide.
Aus seinen frühen Werken erhalten geblieben ist sein um 1920 entstandenes Gemälde Porta Capuana Napoli, das das Markttreiben an der Porta Capuana in Neapel zeigt und den farbenfrohen Charme dieses neapolitanischen Stadtteils abbildet.
Auch Selbstporträts sind erhalten eine Bleistiftzeichnung, die seinen Neffen Claudio Itta als Kind zeigt, ebenso wie ein weiteres abstraktes Bild von ihm mit dem Titel „Ruhende Seele“.
Die Museumsgesellschaft Ettlingen ehrte ihn in Gedenkausstellungen in den Jahren 1977 und 1994. Im Jahre 2023 kuratiert der Meßkircher Kulturwissenschaftler Armin Heim eine Ausstellung mit Werken Ittas im Schloss Meßkirch.

## Weitere Gemälde
Weitere Gemälde Ittas, die bei späteren Kunstauktionen angeboten wurden:
- Badende am Rhein bei Rappenwörth, entstanden 1928
- Vista da Capri, entstanden 1928,
- Stilleben mit Kakteen und Südfrüchten. Öl auf Leinwand, entstanden 1926. Zu den damals ausgesprochen beliebten exotischen Kakteen kombinierte Itta seltene Südfrüchte wie Bananen, die im Deutschland der 1920er Jahre noch als rares Luxusgut galten.